# Scuola di magistero professionale per la donna
La scuola di magistero professionale per la donna fu istituita dalla legge 15 giugno 1931, n. 889. A tali scuole erano annesse le scuole professionali femminili. Esse durarono fino alla loro trasformazione in Istituti professionali e tecnici femminili stabilite dalla riforma del 1956.
La legge tuttavia fu interpretata nel senso che prevedeva solo la facoltà di trasformazione, non l'obbligo. Tutti gli istituti statali effettuarono la trasformazione, quelli privati per lo più invece continuarono il vecchio ordinamento, con una discrepanza sanata solo dopo anni.